# Sascha Reimann
Sascha Reimann (né le 2 octobre 1979 à Neuwied), aussi connu sous le nom de scène Ferris MC, est un rappeur et musicien allemand.

## Biographie
En 2015, Reimann fait une tournée avec Deichkind, mais se lance à nouveau en parallèle dans une carrière solo : le résultat est l'album Glück ohne Scherben, sorti en mai. En mai 2016, Ferris MC devient le visage de la campagne publicitaire pour le concepteur de sites web wix.com et sa campagne publicitaire Ich bin ein Wixer. Le 17 février 2017, Ferris Hilton sort son septième album solo, Asilant, qui reçoit des bonnes critiques,. En mars 2017, il met fin à sa carrière de rappeur et annonce qu'il souhaite désormais produire de la musique électronique sous le nom de « Ferris ».
En octobre 2018, Reimann quitte le groupe pour se consacrer à sa carrière solo, dans laquelle il se tourne davantage vers la musique rock et sort en 2019 l'album Wahrscheinlich nie wieder vielleicht, qui reçoit des critiques mitigées,,, avec Madsen comme groupe accompagnant. En décembre de la même année, il sort l'EP Phönix aus der Klapse en collaboration avec Swiss, dont il publie également l'album sous le label Missglückte Welt.
En 2022, Reimann sort son dixième album solo, Alle hassen Ferris, suivi la même année de Ferris : Ich habe alles außer Kontrolle. Il écrit cette autobiographie en collaboration avec sa femme, la journaliste et écrivaine Helena Anna Reimann. 

## Discographie

### Albums studio
- 1999 : Asimetrie (17e en Allemagne[10])
- 2001 : Fertich! (32e en Allemagne[10])
- 2003 : Audiobiographie (32e en Allemagne[10], 78e en Suisse[11])
- 2004 : Ferris MC (40e en Allemagne[10])
- 2015 : Glück ohne Scherben (21e en Allemagne[10])
- 2017 : Asilant (32e en Allemagne[10])
- 2019 : Wahrscheinlich nie wieder vielleicht (91e en Allemagne[10])
- 2020 : Missglückte Asimetrie (22e en Allemagne[10])
- 2022 : Alle hassen Ferris (26e en Allemagne[10])
- 2024 : Mortal Comeback

### Singles
- 1995 : Freaks (sous FAB ; 12", MZEE)
- 1997 : Es tut mir leid (sous FAB ; 12")
- 1997 : ERiCH Privat (sousFAB ; EP)
- 1999 : Im Zeichen des Freaks
- 2000 : Tanz mit mir
- 2001 : Flash for Ferris MC
- 2002 : Viel zu spät
- 2003 : Zur Erinnerung
- 2003 : Fiesta (feat. Vanessa S.]
- 2004 : Feierarlarm
- 2004 : Was wäre wenn?
- 2004 : Spieglein, Spieglein
- 2004 : Rappen und Feiern (avec JaOne et Twizzy)
- 2005 : Wixtape Vol.1 >> Der übliche Verdächtige
- 2005 : Die Nacht der Freaks (feat. Mellow Trax)
- 2005 : Achtung! Achtung! (sous Maniax ; 12")
- 2006 : Düstere Legende (Achtung! Achtung!) (aussi en DVD)
- 2007 : Fuck the World (de Tube & Berger feat. Electro Ferris, 12″)
- 2008 : Arbeit nervt (comme membre de Deichkind)
- 2008 : Day Off (sous Electro Ferris, 12″)
- 2008 : 2 MC`S and 1 DJ (de DJ Stylewarz, Ferris MC and Toni-L, 12″)
- 2008 : Dark City/Sex in the City (Maniax, 12″)
- 2008 : Plutonium Boy (Maniax, 12″)
- 2009 : Luftbahn (comme membre de Deichkind)
- 2009 : Fight Club (sous Electro Ferris, 12″)
- 2009 : Fight Club Round 2 (sous Electro Ferris, 12″)
- 2009 : Schattenwelt (sous Electro Ferris avec Stereofunk)
- 2010 : Sonnenlicht (feat. Markus Lange & Denis Naidanow (als Electro Ferris)
- 2011 : Stab (sous Electro Ferris avec Nikolai)
- 2011 : You Got the Body Baby (sous Electro Ferris avec Markus Lange)
- 2012 : Bück dich hoch (comme membre de Deichkind)
- 2012 : Leider geil (comme membre de Deichkind)
- 2012 : Überfallkommando (sous Ferris MC avec den Discodogs)
- 2012 : Blood Red (sous Ferris Hilton, 12″)
- 2012 : Weltuntergang (feat. Swiss)
- 2013 : Killah (as Ferris Hilton, 12″)
- 2015 : All die schönen Dinge
- 2015 : Roter Teppich
- 2018 : Für Deutschland reichts
- 2019 : Phönix aus der Klapse (feat. Swiss, EP)
- 2020 : Bullenwagen (feat. Shocky et Swiss + die Andern)
- 2020 : Wir sterben alle
- 2020 : Missglückte Asimetrie
- 2020 : Kein Kompliment
- 2020 : 13. Stock
- 2020 : Du hast eine Rolex
- 2021 : Advent Advent ein Nazi brennt (avec Swiss et die Andern, SHOCKY, Tamas, ZSK, Lord of the Lost et Diggen)
- 2022 : Partisanen
- 2022 : Alle hassen Ferris
- 2024 : Nashorn
- 2024 : Einklang
- 2024 :Die Goldene Ära
- 2024 : Trauma